# Luis Segundo Oyarzún
Luis Segundo Oyarzún (*Santiago de Chile, 1870- ¿?) fue un militar, catedrático y político de nacionalidad chilena.

Luis Segundo Oyarsún (Oyarzim) Osorio nació en Santiago de Chile, siendo hijo de Silverio Oyarzún (Oyarzim) y María Osorio. Casado un 13 de mayo de 1910 con la hondureña María Cristina Vega Ferrera, hija del matrimonio tegucigalpense entre Miguel Vega Espinoza y Dominga Ferrera Peña.
En noviembre de 1900, cuando el Teniente Coronel Erich Herrmann se encontraba en el cuarto año de su dirección en la Escuela de Suboficiales del Ejército de Chile, los mandos y la organización de esta eran los siguientes: Subdirector, Sargento Mayor Claro. S. Luna; Teniente Fiscal, Segundo Oyarzún; Teniente Ayudante, Félix Urcullu; Cirujano, Aníbal Aspillaga; Contador 1.º, Federico Puelma. También la Plana Mayor estaba integrada por dos sargentos 1.os, Juan Trejo y José V. Ponce; siete sargentos 2.os, Juan Manuel Maldonado, Efraín Acevedo, Fidel Urzúa, Ramón Arellano, Emilio Valdivia, Clodomiro Guzmán y Fermín Moya; diez cabos 1.os, un cabo 2.º y treinta y nueve
soldados ordenanzas.
Militar de profesión, siendo Capitán laboró en la Escuela Militar de Chile como instructor, entre los años de 1901 a 1903 laboro como oficial a disposición del Ministerio de Relaciones Exteriores de su país en Berlín, donde además de ser agregado diplomático se instruyo en la educación militar prusiana y europea. 
En la república de Honduras siendo presidente el general Manuel Bonilla fue fundada en 26 de agosto de 1904 la Escuela Militar de Honduras la que abriría la oportunidad a los jóvenes hondureños a ingresar, estudiar y salir como cadetes, alférez para el Estado Mayor del Ejército hondureños. La escuela funcionaba bien, pero hacia falta obligatoriedad, entrega, disciplina y modernismo; es por ello que el presidente Bonilla solicitó se ofreciera trabajar en esa escuela a una persona capaz, es así que el nombramiento recayó en el Coronel de artillería Luis Segundo Oyarzún, de treinta y seis años de edad y quien firmó su contrato un 6 de julio de 1906.
Al año siguiente, el país centroamericano se vería inmerso en una revolución contra el presidente Bonilla, estallando el Conflicto armado en Honduras de 1907 que resultó con la separación de Manuel Bonilla como presidente y colocando un triunvirato en su sustitución. En algunas batallas como la Batalla de Namasigüe participaron algunos estudiantes de la escuela militar dirigida por Oyarzún, al finalizar su contrato en la escuela militar, se trasladó a la república de Guatemala. 
El coronel Luis Segundo Oyarzún regresó a Honduras como asesor del ejército, en donde acompañó al entonces Ministro de Defensa, Guerra y Marina, general Francisco Matías Fúnez, para respaldar un informe presentado ante el Congreso Nacional de Honduras en el mes de enero de 1927, en donde se sugiere la creación de una nueva academia militar, aunque las ponencias fueron muy detalladas y sobradas en argumentos, no dieron resultado alguno. 